# Jonas-Furrer-Denkmal

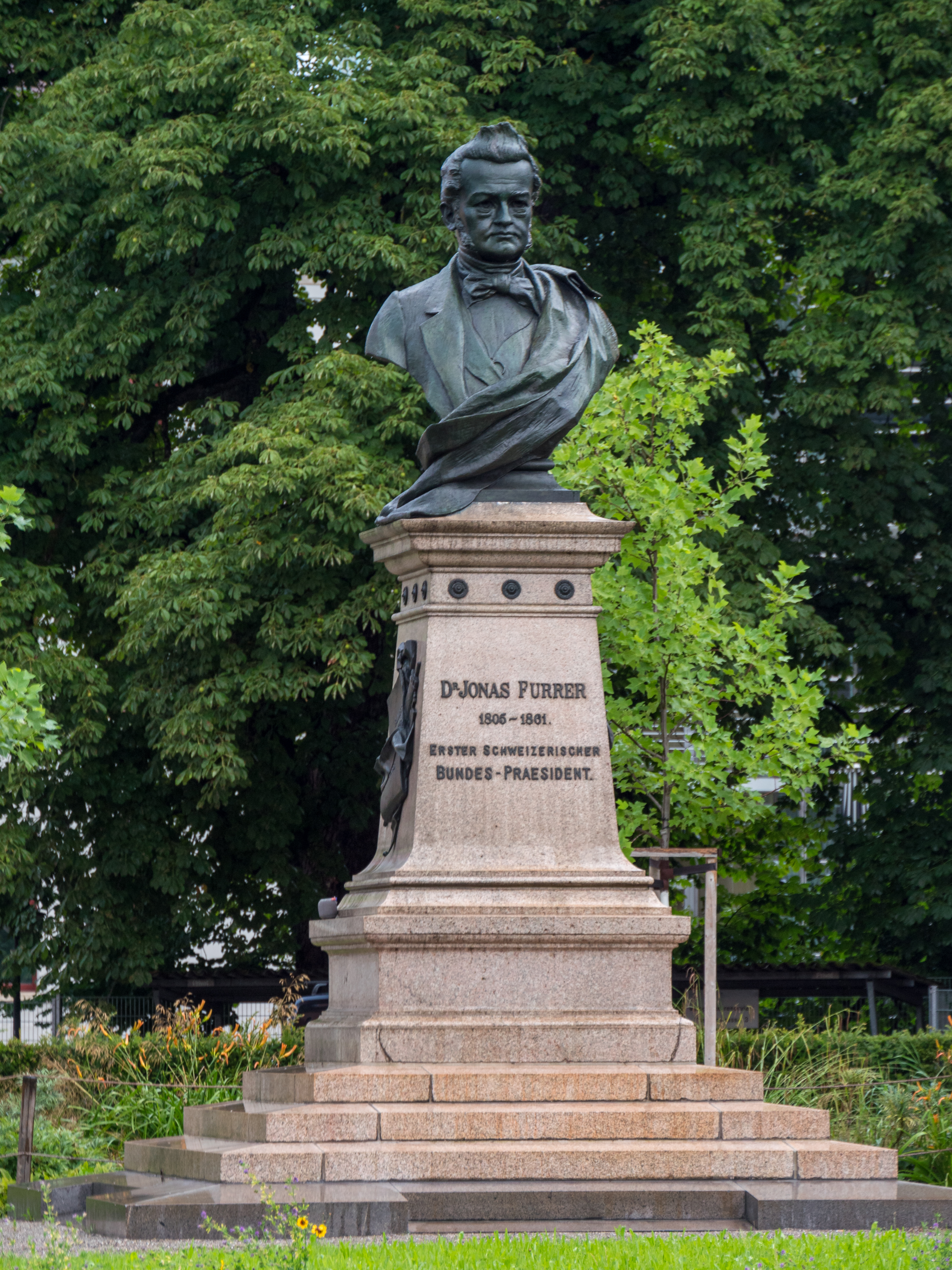
Das Jonas-Furrer-Denkmal in Winterthur (2021)

Das Jonas-Furrer-Denkmal ist eine auf steinernem Postament stehende Bronzebüste und die Grabstätte des ersten Schweizer Bundespräsidenten Jonas Furrer (1805–1861) in Winterthur in der Schweiz. Die Sockelplastik wurde von Gustav Siber modelliert und 1895 im Rahmen des Eidgenössischen Schützenfestes eingeweiht. Das Denkmal wird im Schweizerischen Kulturgüterschutzinventar als Objekt von regionaler Bedeutung geführt.

## Geschichte

### Projektierung
Jonas Furrer verstarb am 25. Juli 1861 im Alter von 56 Jahren in Bad Ragaz. Am 28. Juli wurde er in seiner Heimatstadt Winterthur beerdigt. Tags darauf forderte der Stadtpräsident Johann Jakob Sulzer in einer Trauerrede, «die Verdienste unseres Mitbürgers durch ein Denkmal zu ehren».
Im Februar 1862 lagen bereits zwei Entwürfe für ein Denkmal vor. Gottfried Semper plante eine Büste auf einem Podest, «das von der Asträa[,] dem Sinnbild de[r] Gesetzgebung[,] und von der Göttin der Freiheit, beide in sitzender Stellung, gekrönt wird». Die Figuren sollten von Johann Jakob Oechslin geschaffen werden. Das Modell ist nicht mehr erhalten. Ein weiteres Modell von Raphael Christen wird heute in der Stadtbibliothek aufbewahrt. Die Pläne wurden nie realisiert. Noch 1881 sagte Gottlieb Ziegler in einer Rede vor dem Zürcher Kantonsrat: «Ich bedaure, dass unser Jonas Furrer noch kein Denkmal hat.»
Erst 1884 wurde die Idee wieder konkreter, als Heinrich Sulzer-Steiner, der damalige Direktor von «Gebrüder Sulzer», der Stadt Winterthur 2500 Franken zur Errichtung eines Furrer-Denkmals schenkte. Der damit begründete «Jonas-Furrer-Fonds» wurde von weiteren Honoratioren aus Winterthur und Umgebung angereichert, unter anderem vermachte ihm der Industrielle und Ständerat Heinrich Rieter 2000 Franken. Im Februar 1889 regte der Stadtrat die Bildung einer Kommission zu diesem Zweck an, der nebst Sulzer-Steiner auch der Leiter des Gewerbemuseums Albert Pfister und der Mäzen Georg Volkart, Teilhaber von «Gebrüder Volkart», angehörten. Präsident war der Architekt Ernst Georg Jung.
Die Kommission legte 1891 eine erste Skizze für ein Büstendenkmal vor. Der Entwurf sorgte in Teilen der Winterthurer Bevölkerung jedoch für Entrüstung: Zu sehr erinnerte er an die vor Kurzem in der Stadt Zürich errichteten schlichten Büstendenkmäler für die relativ unbedeutenden Komponisten Ignaz Heim (Ignaz-Heim-Denkmal 1883) und Wilhelm Baumgartner (Wilhelm-Baumgartner-Denkmal 1891), wohingegen man angesichts von Furrers Bedeutung ein pompöses Standbild im Stile der Stadtzürcher Monumente für Ulrich Zwingli (1885) und Alfred Escher (1889) angemessener fand.
Davon unbeirrt reichte die Kommission im März 1892 ein Programm an den Schweizer Bundesrat ein, in dem sie betonte, dass die «Errichtung einer Statue [...] ausgeschlossen» sei. Das Denkmal solle «in einfachen, aber grossen und edlen Formen» erscheinen, wie es «dem echten republikanischen Empfinden entspricht», und «den doppelten Zweck haben, den Verstorbenen zu ehren und an die Zeit, in welcher er gewirkt hat, in geeigneter Weise zu erinnern». Die Kosten wurden auf 40'000 Franken veranschlagt.

### Errichtung und Einweihung

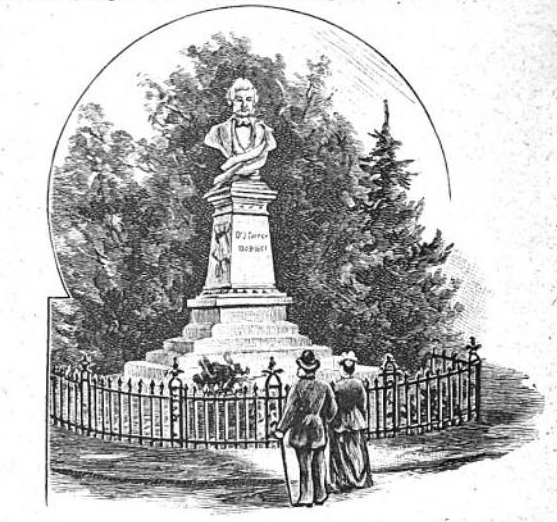
Das Jonas-Furrer-Denkmal zur Zeit seiner Einweihung 1895

Am 28. Februar 1893 sicherte der Bundesrat die «Verabfolgung eines Bundesbeitrages an die Kosten des projektierten Denkmals für Jonas Furrer» unter der Bedingung zu, «dass das Denkmal einen wahrhaft künstlerischen Charakter erhalte». Daraufhin schrieb die Kommission einen Wettbewerb für einen Denkmalentwurf aus. Als Sieger ging im November 1893 der erst 29-jährige Küsnachter Bildhauer Gustav Siber hervor. Das fertige Denkmal sollte beim im Juli und August 1895 erstmals in Winterthur stattfindenden Eidgenössischen Schützenfest der Öffentlichkeit übergeben werden.
Am 26. Oktober 1894 wurde Furrers Leichnam im bereits fertiggestellten Postament beigesetzt. Zwei Monate vor der Einweihung, am 29. Mai 1895, wurde die fertige Büste auf das Postament gesetzt und verhüllt.
Die Enthüllung des Denkmals fand am Bundesfeiertag, dem 1. August 1895, statt. Sie war ein patriotischer Höhepunkt des Schützenfestes. Etwa 5000 Zuschauer waren anwesend, als das Denkmal im Beisein zahlreicher kommunaler, kantonaler und nationaler Politprominenz, des französischen Botschafters Camille Barrère und Vertretern des Deutschen Reichs und des Russischen Kaiserreichs eingeweiht wurde.
Zur Eröffnung des Festakts sang der Männerchor Zürich unter der Leitung von Karl Attenhofer den Schweizerpsalm. Zwei Enkelinnen Furrers legten «einen riesigen Lorbeerkranz mit weiss-rotem Bande, den Farben der Schweiz und Winterthurs, auf die Treppe des Denkmals». Ernst Georg Jung (als Präsident der Denkmalkommission und des Kunstvereins), der Genfer Bundesrat Adrien Lachenal und der Winterthurer Stadtpräsident Rudolf Geilinger hielten Reden, in denen Furrers Verdienste für das Vaterland gepriesen wurden. Letzterer jubelte über «die Erfüllung eines längst gegebenen Wortes», dass nämlich «der grösste Mann Winterthurs seine Ehrung hat». Zum Schluss stimmte der Chor Baumgartners populäres Lied Mein Heimatland an.

### Neuere Entwicklungen
Das Denkmal wurde mehrfach für politische Feiern genutzt. Im Rahmen der 75-Jahr-Feier des Schweizer Bundesstaats liess die Demokratische Partei des Kantons Zürich am 9. Dezember 1923 einen Kranz am Jonas-Furrer-Denkmal niederlegen. Zuvor hatte der Zürcher Stadtrat Hans Kern im Kasino eine Rede über Furrer gehalten. Im Rahmen der Hundertjahrfeier veranstaltete der Zürcher Zofingerverein am 5. Juni 1948 einen Umzug zum Jonas-Furrer-Denkmal. Ein Kranz wurde niedergelegt und Werner Ganz hielt eine Rede über Furrer.
Von November 2019 bis Mai 2020 wurden der kleine Park und das Denkmal umfassend saniert. Das Postament wurde mit einer Rampe versehen und ein Kiesweg wurde angelegt. Die massiven Eiben hinter dem Denkmal wurden entfernt, um den Raum zu erweitern. Die Büste wurde demontiert und in einem Atelier restauriert. Die Kosten dafür übernahm die Winterthurer Freimaurerloge «Akazia».

## Denkmal

Das Denkmal um 1900

Das Postament steht auf einer dreistufigen Krepis und hat einen quaderförmigen Grundriss. Es hat eine wuchtige Basis und einen schmaleren, auskragenden Kopfkranz (Deckplatte). Auf der Vorderseite des Würfels (Mittelkörper) steht die Inschrift: «Dr. Jonas Furrer / 1805 – 1861. / Erster Schweizerischer / Bundes-Praesident.»
Die Seitenwände sind mit emblematischen Reliefs geschmückt. Das linke Relief zeigt die Bundesverfassung, an der Furrer massgeblich mitgearbeitet hat, mit Fasces (Rutenbündel mit Beil zum Zeichen der Einheit und Kraft der Willensnation Schweiz). Das rechte Relief zeigt das Corpus iuris, die Grundlage des römischen Rechts, «mit dem Liktorenschwert und dem Bild der Helvetia am Knauf», was Furrer als Rechtsgelehrten auszeichnet. Die römisch-antike Symbolik verweist zudem auf die republikanische Tradition der Schweiz in Nachfolge der Römischen Republik.
Die Büste besteht aus Bronze und wurde in der Giesserei Barbedienne in Paris gegossen.

## Rezeption
Das Preisgericht des Projektwettbewerbs sagte 1893 über Sibers Entwurf:

«Das Ganze ist in vortrefflichen Verhältnissen aufgebaut, schön detailliert und stellt durch seine bedeutende und einfach grosse Massenwirkung alle anderen Projekte in den Hintergrund.»

Die Neue Zürcher Zeitung urteilte in einem Spezialbericht zur Enthüllung des Denkmals 1895:
«Die gütigen, dabei energischen und grundgescheiten Züge des grossen Staatsmannes sind prächtig getroffen. Das Denkmal ehrt seinen Erschaffer Siber.»

Der Historiker und Leiter der Stadtbibliothek Winterthur Emanuel Dejung schloss seine Ausführungen über die Geschichte des Jonas-Furrer-Denkmals mit den Worten:
«Der demokratisch gesinnten Stadt der Ostschweiz widerstrebt es, den Einzelmenschen aus der Masse der Bürger hervorzuheben und zu feiern. [...] Als erstem und einzigem Mitbürger aber hat die Stadt Winterthur Jonas Furrer die Ehre eines persönlichen Denkmals zuteil werden lassen. Sie ehrt damit zugleich den ihr eigenen Geist, der sich wie für die gesamte Eidgenossenschaft nach aussen in der Bewahrung von Freiheit und Selbständigkeit, nach innen in der Geltung des demokratischen Rechtsstaates und im Streben nach sozialem Ausgleich ausdrückt. Durch sein schlichtes, aufopferndes Leben hat Bundesrat Dr. Jonas Furrer diese Leitgedanken seiner Vaterstadt in schöner Weise verkörpert.»

Bruno Fritzsche, Professor für Schweizer Geschichte an der Universität Zürich, verwies in einem Aufsatz 1999 auf den krassen Gegensatz zwischen dem Winterthurer Furrer-Denkmal und dem Stadtzürcher Escher-Denkmal:
«Ein Vergleich zwischen dem pompösen Escher-Brunnen und seinem Standort mit der schlichten Büste, welche die Stadt Winterthur etwa zur gleichen Zeit [...] Jonas Furrer errichtet hat, lässt ermessen, wie überheblich und unrepublikanisch das Escher-Monument auf seine Gegner gewirkt haben muss.»